# Albrechtstraße 21 (Wuppertal)

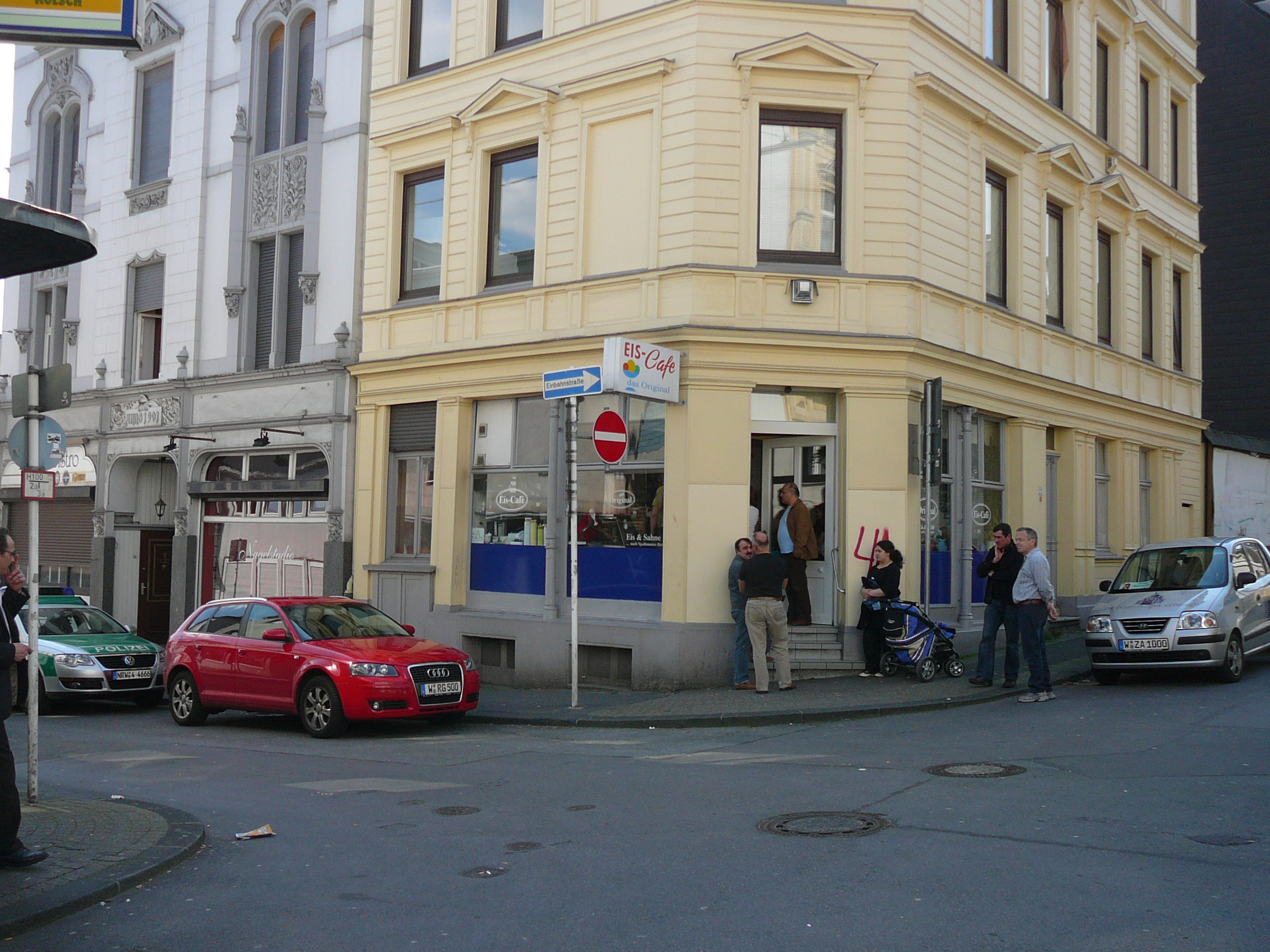
Das Haus Albrechtstraße 21

Das Wohn- und Geschäftshaus Albrechtstraße 21 in Wuppertal ist als Baudenkmal am 14. April 1989 unter Schutz gestellt worden. Das Gebäude gilt als städtebaulich wichtiger Bestandteil der historischen Bebauung der Elberfelder Nordstadt, eines gründerzeitlichen Wohnviertels.
Das viergeschossige Wohnhaus mit Satteldach liegt im heutigen Stadtteil Elberfeld an der Kreuzung der Straßen Albrechtstraße und Friedrichstraße. Es stammt aus dem späten 19. Jahrhundert und ist als Eckgebäude mit einem Zugang zur Albrechtstraße gebaut. Die gegliederte Fassade ist in historistischen Stilformen erstellt, die Ecke ist abgeschrägt.
Das Gebäude wurde als Wohn- und Geschäftshaus konzipiert, der Zugang zu dem Laden im Erdgeschoss erfolgt über die Eckabschrägung. Seit den 1930er-Jahren ist hier eine der ältesten (wenn nicht die älteste) Eisdiele von Wuppertal ansässig. Das „Eiscafé Spathmann“, das nicht unter der Führung eines italienischen Inhabers steht, wurde auch von der Mundart-Band Striekspöen besungen. Gegründet wurde die Eisdiele von den Gebrüdern Willy und Arthur Spathmann.